# Gertrude des Clayes
Gertrude des Clayes (1879 – 23 de agosto de 1949) foi uma artista escocesa que morou na Inglaterra e Quebec, Canadá. Des Clayes era conhecida por suas pinturas de retratos.

## Vida
Des Clayes Nasceu na cidade de Aberdeen, Escócia, e estudou na Escola de Arte de Bushey e na Academia Julian, em Paris, com Tony Robert-Fleury e Jules Lefebvre. Ela morou em Londres entre 1906 e 1912 e recebeu uma medalha do Salon de Paris em 1909. No ano de 1911, tornou-se membro da Sociedade Nacional de Retratos (a qual foi fundada em 1910). Des Clayes mudou-se para Montreal em 1912. Em 1914, ela foi nomeada para a Academia Real de Artes do Canadá. Um de seus retratos apareceu em The Fine Arts in Canada (1925) por Newton MacTavish. Ela retornou à Inglaterra em 1936.

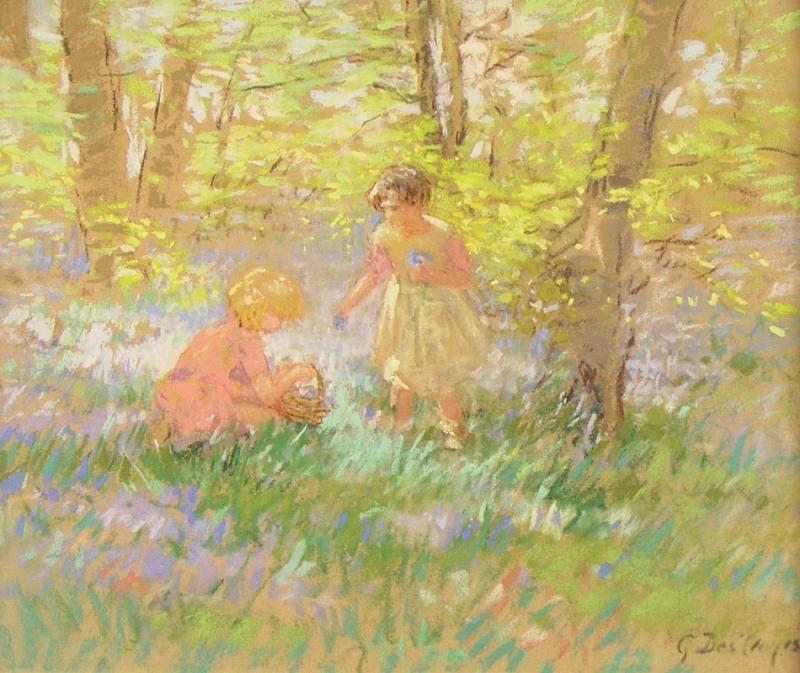
Children gathering Bluebells

Des Clayes pintou um retrato de Mary, mãe do empresário ferroviário Sir William Mackenzie, usando fotografias tiradas das irmãs de Mary e estudando as filhas e netas de Mary; não existiam fotos disponíveis da própria Mary Mackenzie, que havia morrido 27 anos antes do nascimento de Gertrude.
Des Clayes morreu em Londres em 1949.
Suas irmãs, Berthe e Alice, também eram artistas.
Suas obras podem ser encontradas nas coleções do Museu Nacional de Belas Artes do Quebec, da Galeria Nacional do Canadá e do Museu de Belas Artes de Montreal.